# Crossopetalum minimiflorum
Crossopetalum minimiflorum är en benvedsväxtart som beskrevs av C.L. Lundell. Crossopetalum minimiflorum ingår i släktet Crossopetalum och familjen Celastraceae. Inga underarter finns listade.